# Olympique El Oued (handball)
Maillots
Dernière mise à jour : 16 mai 2020.
L'Olympique El Oued (arabe : أولمبي الوادي), parfois abrégé en OEO, est la section handball de l'Olympique El Oued, club omnisports fondé en 1947 et basé à El Oued.

## Identité du club

### Logo et couleurs
Depuis la fondation de l'Olympique El Oued en 1947, ses couleurs sont toujours l'Orange et le Noir.

Ancien logo
Ancien logo
Ancien logo